# Russell (Nuova Zelanda)
Russell, conosciuta come Kororāreka nel primo Ottocento, fu il primo insediamento permanente fondato dagli Europei in Nuova Zelanda. Affacciato sulla baia delle Isole, il piccolo centro è situato nell'estremo nord dell'Isola del Nord della Nuova Zelanda.
Al censimento del 2006 la popolazione residente si attestava sugli 816 abitanti, con un incremento di 12 rispetto al 2001. La maggior parte dei servizi e delle attività in questa piccola città dipendono dal turismo vacanziero; difatti, gran parte degli immobili della zona sono case-vacanza o alloggi turistici.